# (4927) O'Connell
(4927) O'Connell es un asteroide perteneciente al cinturón de asteroides, descubierto el 21 de octubre de 1982 por Zdeňka Vávrová desde el Observatorio Kleť, České Budějovice, República Checa.

## Designación y nombre
Designado provisionalmente como 1982 UP2. Fue nombrado O'Connell en honor al libertador irlandés Daniel O'Connell.

## Características orbitales
O'Connell está situado a una distancia media del Sol de 2,887 ua, pudiendo alejarse hasta 3,140 ua y acercarse hasta 2,635 ua. Su excentricidad es 0,087 y la inclinación orbital 1,163 grados. Emplea 1792 días en completar una órbita alrededor del Sol.

## Características físicas
La magnitud absoluta de O'Connell es 13,1. Tiene 7,04 km de diámetro y su albedo se estima en 0,205.